# 侍讀
侍讀，中國古代職官名稱。

## 沿革

### 北朝
南北朝北魏始設侍讀，隨侍皇帝讀經。東魏、北齊沿置。西魏設為王公屬官，北周沿置，並為太子屬官。
南朝齊設侍讀為宗室諸王屬官，梁設為太子、王公屬官。掌導讀經史，皆非常設。

### 唐朝
唐朝開元初年選擇精文辭、工書法的學者充任侍讀，於十王宅教導諸王。

### 宋朝
北宋置侍讀，選授有學術之學士、侍從，職責為經筵、太子進講及顧問經史，元豐改制時定為正七品。

### 明朝
明朝洪武十八年（1385年）於翰林院置侍讀2員，即翰林院侍讀，秩從五品，掌講讀經史，品秩及職掌與侍講相同，但位在侍講之前。永樂年間，特簡侍讀、侍講入值文淵閣參與機要政務，稱為「閣臣」，但不屬內閣職官，也不得與奏事官員溝通關說。

### 清朝

#### 翰林院侍讀
清朝沿置翰林院侍讀，內閣侍讀學士出缺時，翰林院侍讀有奏補資格。
順治元年（1644年）定為正六品，置2員，皆為漢缺。十五年（1658年）增置漢缺1人，共3員。康熙九年（1670年）增置滿缺3人，共6員。雍正三年（1725年），改品秩為從五品。乾隆五十年（1785年），裁減滿缺1人，定為滿2員、漢3員。光緒二十九年（1903年）各增置1人，定為滿3員、漢4員，升為正五品。宣統元年（1909年）改品秩為從四品。
翰林院侍讀為翰林、詹事專缺，由翰林院修撰、編修、檢討、詹事府左右中允、左右贊善升補。例外於翰詹不敷升轉時，以部院進士出身司員升用，稱為「外班翰林」。
翰林院侍讀職掌協助典籍纂修、撰述，起擬祝文、祭文、冊文、碑文等，並於經筵時值勤隨侍，選值南書房，選充尚書房教習，纂修實錄、史志時充提調官、纂修官、協修官等職位。

#### 內閣侍讀
順治二年（1645年）創設侍讀於內閣屬官，即內閣侍讀，初定為四品，後改正六品，置滿洲缺11員、蒙古缺2人、漢軍缺2人、漢缺2人，共17員。滿洲侍讀其中5人處理清文、6人兼理清漢文。
康熙九年（1670年）增設蒙古缺2人、漢軍缺2人，裁撤漢缺2人，定為總共19員。三十八年（1699年）裁減滿洲缺清文1人、清漢文2人；隨即又各增置1人，定清文、清漢文各5人。雍正四年（1726年）復置漢缺2人。定制共21員至清末。
內閣侍讀職掌校勘題奏本章、檢核繕籤票擬事務，侍讀學士出缺時，內閣侍讀亦有奏補資格。內閣侍讀出缺時，由內閣中書、內閣典籍、中書科中書、部院主事奏補。